# Finyov Lug
Finyov Lug (tiếng Nga: Финёв Луг) là một làng (деревня) của Liên bang Nga. Nó là một phần của khu dân cư kiểu đô thị Tyosovo-Netylskoye thuộc huyện Novgorod, tỉnh cùng tên.
Từ năm 1940 đến 1967, Finyov Lug là nơi tọa lạc của Финёвский лесопункт Новгородского леспромхоза, cơ quan đảm trách ngành lâm nghiệp và trồng rừng của thị trấn Tyosovo-Netylskiy. Xung quanh làng là một hệ thống đường sắt khổ hẹp (750 mm) chuyên dùng để vận chuyển than bùn, với tổng chiều dài tuyến đường chính từng lên tới 150 cây số. Линия узкоколейной железной дороги пересекалась с линией МПС: Новолисино — Новгород-на-Волхове в разных уровнях.